# 刘宏 (1981年)
刘宏（1981年10月—），西南石油大学教授、博士生导师，地球科学与技术学院副院长。主要研究方向为储层地质学、地震-地质综合解释。
中华人民共和国四川省自贡市人，中共党员。1999年9月至2008年6月在西南石油大学获勘查技术与工程专业学士学位、矿产普查与勘探专业硕士和博士学位。2008年7月起在西南石油大学任教，2008年晋升教授。